# Istanbul Open 2016
Istanbul Open 2016, oficiálním názvem TEB BNP Paribas Istanbul Open 2016, byl tenisový turnaj pořádaný jako součást mužského okruhu ATP World Tour, který se hrál v areálu Koza World of Sports Arena na otevřených antukových dvorcích. Konal se mezi 25. dubnem až 1. květnem 2016 v turecké metropoli Istanbulu jako druhý ročník obnoveného turnaje.
Turnaj s rozpočtem 483 080 eur patřil do kategorie ATP World Tour 250. Nejvýše nasazeným hráčem ve dvouhře se stal dvacátý první tenista světa Bernard Tomic z Austrálie, kterého ve druhém kole vyřadil Argentinec Diego Schwartzman. Jako poslední přímý účastník hlavní singlové soutěže nastoupil 107. španělský hráč žebříčku Roberto Carballés Baena.
Premiérový titul na okruhu ATP Tour vybojoval Argentinec Diego Schwartzman. Deblovou část vyhrál italsko-izraelský pár Flavio Cipolla a Dudi Sela, jehož členové si také připsali první trofeje na túře ATP Tour.

## Rozdělení bodů a finančních odměn

### Rozdělení bodů
| Soutěž  | vítězové | finalisté | semifinalisté | čtvrtfinalisté | 16 v kole | 32 v kole | Q  | Q3 | Q2 | Q1 |
| ------- | -------- | --------- | ------------- | -------------- | --------- | --------- | -- | -- | -- | -- |
| dvouhra | 250      | 150       | 90            | 45             | 20        | 0         | 12 | 6  | 0  | 0  |
| čtyřhra | 250      | 150       | 90            | 45             | 0         |           |    |    |    |    |

### Finanční odměny
| Soutěž                              | vítězové | finalisté | semifinalisté | čtvrtfinalisté | 16 v kole | 32 v kole | Q | Q2     | Q1   |
| dvouhra                             | €75 880  | €39 965   | €21 650       | €12 335        | €7 265    | €4 305    | — | €1 940 | €970 |
| čtyřhra                             | €23 050  | €12 120   | €6 670        | €3 760         | €2 200    | —         | — | —      | —    |
| částka ve čtyřhře je uvedena na pár |          |           |               |                |           |           |   |        |      |

## Mužská dvouhra

### Nasazení
| Stát                          | Hráč                 | ATP | Nasazení |
| ----------------------------- | -------------------- | --- | -------- |
| Austrálie                     | Bernard Tomic        | 21. | 1.       |
| Bulharsko                     | Grigor Dimitrov      | 28. | 2.       |
| Chorvatsko                    | Ivo Karlović         | 29. | 3.       |
| Argentina                     | Federico Delbonis    | 40. | 4.       |
| Španělsko                     | Marcel Granollers    | 50. | 5.       |
| Česko                         | Jiří Veselý          | 53. | 6.       |
| Rusko                         | Teimuraz Gabašvili   | 54. | 7.       |
| Španělsko                     | Albert Ramos-Viñolas | 55. | 8.       |
| Žebříček ATP k 18. dubnu 2016 |                      |     |          |

### Jiné formy účasti
Následující hráči obdrželi divokou kartu do hlavní soutěže:
- Marsel İlhan[1]
- Cem İlkel[1]
- Karen Chačanov[1]

Následující hráči postoupili z kvalifikace:
- Carlos Berlocq
- Renzo Olivo
- Andrej Rubljov
- Adrian Ungur

Následující hráč postoupil z kvalifikace jako tzv. šťastný poražený:
- Máximo González[1]

### Odhlášení
před zahájením turnaje
- Juan Mónaco → nahradil jej Thiemo de Bakker[1]
- Lucas Pouille → nahradil jej Máximo González[1]
- Rajeev Ram → nahradil jej Facundo Bagnis[1]

## Mužská čtyřhra

### Nasazení
| Stát                                                                                    | Hráč            | Stát       | Hráč             | ATP  | Nasazení |
| --------------------------------------------------------------------------------------- | --------------- | ---------- | ---------------- | ---- | -------- |
| Spojené království                                                                      | Dominic Inglot  | Švédsko    | Robert Lindstedt | 59.  | 1.       |
| USA                                                                                     | Nicholas Monroe | Chorvatsko | Mate Pavić       | 88.  | 2.       |
| Argentina                                                                               | Guillermo Durán | Argentina  | Máximo González  | 103. | 3.       |
| Nizozemsko                                                                              | Wesley Koolhof  | Nizozemsko | Matwé Middelkoop | 114. | 4.       |
| Žebříček ATP k 18. dubnu 2016; číslo je součtem žebříčkového postavení obou členů páru. |                 |            |                  |      |          |

### Jiné formy účasti
Následující páry obdržely divokou kartu do hlavní soutěže:
- Tuna Altuna /  Dino Marcan
- Cem İlkel /  Bernard Tomic

### Odhlášení
v průběhu turnaje
- Robert Lindstedt (poranění svalstva břišní stěny)[4]
- Adrian Mannarino (poranění kyčle)[4]

před zahájením turnaje
- Steve Darcis

## Přehled finále

### Mužská dvouhra
- Diego Schwartzman vs.  Grigor Dimitrov, 6–7(5–7), 7–6(7–4), 6–0

### Mužská čtyřhra
- Flavio Cipolla /  Dudi Sela vs.  Andrés Molteni /  Diego Schwartzman, 6–3, 5–7, [10–7]